# Südlicher Klapperberg - Im Schachen
Südlicher Klapperberg - Im Schachen este o arie protejată (arie specială de conservare — SAC, sit de importanță comunitară — SCI) din Germania întinsă pe o suprafață de 50 ha, integral pe uscat.

## Localizare
Centrul sitului Südlicher Klapperberg - Im Schachen este situat la coordonatele 49°27′05″N 6°56′15″E / 49.4514°N 6.9375°E.

## Înființare
Situl Südlicher Klapperberg - Im Schachen a fost declarat sit de importanță comunitară în octombrie 2000 pentru a proteja 2 specii de animale. Situl a fost protejat și ca arie specială de conservare în iunie 2016.

## Biodiversitate
Situată în ecoregiunea continentală, aria protejată conține 3 habitate naturale: Pajiști cu Molinia pe soluri calcaroase, turboase sau argilos-nămoloase (Molinion caeruleae), Liziere de ierburi înalte hidrofile de câmpie și de nivel montan până la alpin, Fânețe de joasă altitudine (Alopecurus pratensis, Sanguisorba officinalis).
La baza desemnării sitului se află mai multe specii protejate:
- păsări (1): sfrâncioc roșiatic (Lanius collurio)
- nevertebrate (1): fluturele purpuriu (Lycaena dispar)

Pe lângă speciile protejate, pe teritoriul sitului au mai fost identificate 11 specii de plante, 1 specie de nevertebrate.